# Hylephilacris corticicolor
Hylephilacris corticicolor är en insektsart som beskrevs av Marius Descamps 1978. Hylephilacris corticicolor ingår i släktet Hylephilacris och familjen Romaleidae. Inga underarter finns listade i Catalogue of Life.